# برنامج الاثنتي عشرة خطوة

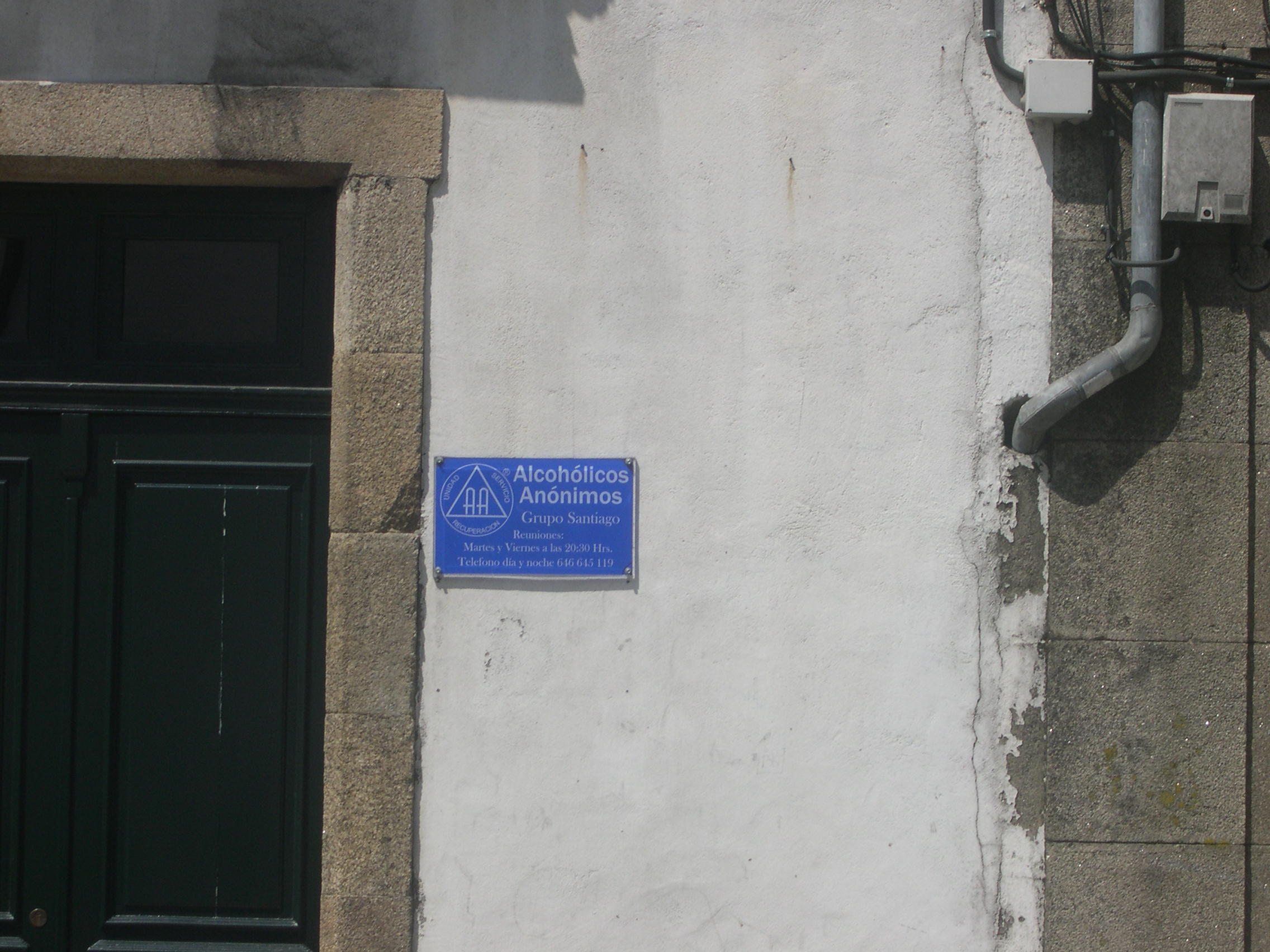

برنامج الاثنتي عشرة خطوة هو مجموعة من المبادئ التوجيهية التي تحدد مسار العمل للشفاء من الإدمان والسلوك القهري أو المشاكل السلوكية الأخرى. اقترحته في الأصل منظمة «مدمنو الكحول المجهولون (إيه إيه)» كمنهج للشفاء من إدمان الكحول. نُشرت الخطوات الاثنتا عشرة أول مرة عام 1939 في كتاب «مدمنو الكحول المجهولون: القصة التي تروي كيف شُفي أكثر من مئة رجل من إدمان الكحول». كان المنهج ملائمًا، وأصبح أساس برامج الاثنتي عشرة خطوة الأخرى التي دعمت الشفاء من إدمان المخدرات، مثل منظمة «مدمنو المخدرات المجهولون»، ومن الإدمان والسلوكيات القهرية الأخرى، مثل منظمتَي «النهمون المجهولون»، و«المقامرون المجهولون». تميل هذه البرامج لأن تُنظم في مجموعات محلية مستقلة، إذ يتقابل الناس بانتظام كي يدعموا بعضم بعضًا ويعملوا على الخطوات. معظم اجتماعات الاثنتي عشرة خطوة مجانية وغير تجارية ومتاحة لأي شخص يعاني من محنة معينة؛ مثلًا، تكون اجتماعات منظمة «إيه إيه» مفتوحة لأي شخص «يرغب بالإقلاع عن الكحول».
تشمل العملية المراحل التالية كما أوجزتها جمعية علم النفس الأمريكية:
- اعتراف المرء أنه غير قادر على السيطرة على إدمانه للكحول، أو على الإدمان بشكل عام، أو على السلوك القهري؛
- إدراك وجود قوة عليا يمكن أن تمنح القوة؛
- التفتيش عن أخطاء الماضي مع طلب مساعدة كفيل (الأعضاء ذوو الخبرة)؛
- تعلم كيفية العيش بحياة جديدة بنظام سلوكي جديد؛
- مساعدة الآخرين الذين يعانون من ذات المشكلة.

## نظرة عامة
تأقلمت مناهج الخطوات الاثنتي عشرة لمعالجة نطاق واسع من مشاكل إدمان الكحول وإدمان وتعاطي المخدرات. توظّف الآن أكثر من 200 منظمة مساعدة ذاتية حول العالم -تُعرف أحيانًا باسم الزمالات- بأعضاء يتجاوز عددهم الملايين مبادئ الاثنتي عشرة خطوة للإصلاح. أُنشئت زمالة «مدمنو المخدرات المجهولون» من قبل المدمنين الذين لا تربطهم صلة بتفاصيل إدمان الكحول.
أدت التفضيلات الديمغرافية المتعلقة باختيار الدواء للمدمنين إلى إنشاء زمالات «مدمنو الكوكايين المجهولون» و«مدمنو الميث البلوري المجهولون» و«مدمنو الماريجوانا المجهولون». تُعالج القضايا الأخرى مثل السلوك القهري المتعلق بأحد هذه الأمور و/أو الإدمان عليها؛ القمار، والجريمة، والطعام، والجنس، وتكديس الأموال، والدَين؛ عن طريق العمل في زمالات مثل «المقامرون المجهولون»، و«النهمون المجهولون»، و«مدمنو الجنس المجهولون»، و«مدمنو الدَين المجهولون».
تُعد المجموعات المساعدة، مثل آل-آنون ونار-آنون، المخصصة لأصدقاء وأفراد عائلة الكحوليين والمدمنين، على التوالي، جزءًا من الاستجابة لعلاج الإدمان كمرض يخرج من أنظمة الأسرة. تعالج منظمة «الطفولة المتأخرة لأبناء مدمني الكحول» ](إيه سي إيه) أو (إيه سي أو إيه)[ تأثيرات النضج في ظل عائلة تعاقر الكحول أو مشتتة وظيفيًا. تعالج زمالة «المُعالون المشتركون المجهولون» (سي أو دي إيه) السلوك القهري المرتبط بالعلاقات، وتُعرف باسم الاعتمادية المشتركة.

## التاريخ
أُسست منظمة «مدمنو الكحول المجهولون»، أول زمالات الاثنتي عشرة خطوة، عام 1935 بوساطة بيل ويلسون والدكتور روبرت هولبروك سميث، وهما معروفان بين أعضاء المنظمة بالاسمين «بيل دبليو.» و«الدكتور بوب»، وذلك في آكرون، أوهايو. في عام 1946، أنشآ بشكل رسمي التقاليد الإثني عشر للمساعدة في التعامل مع القضايا المتعلقة بكيفية إمكانية المجموعات أن ترتبط وتعمل أثناء تزايد عدد أعضاء المجموعة. أُعلن عن نقطة إبقاء هوية الأعضاء سرية في النسخة الأولى من الكتاب الكبير للمنظمة (إذ إنهم يستخدمون أسماءهم الأولى فقط) حين يتفاعلون مع عامة الناس.
ومع ازدياد عدد فصول الكتاب خلال الثلاثينيات والأربعينيات، كانت المبادئ التوجيهية تُعرّف بشكل تدريجي بالتقاليد الإثني عشر. وبرزت العزيمة الهائلة في التقليد الخامس، إذ جاء فيه: «كل مجموعة لديها هدف رئيسي واحد، ألا وهو أن تحمل رسالتها إلى مدمن الكحول الذي ما زال يعاني.» بناءً على ذلك، لم يُرحب بمدمني المخدرات الذين لم يعانوا من أعراض الإدمان على الكحول، والذين انضموا إلى منظمة (إيه إيه) آملين بالشفاء، في الاجتماعات «المغلقة»، حتى يمتلكوا الرغبة في الإقلاع عن معاقرة الكحول.
استُخدمت مبادئ (إيه إيه) لتشكيل العديد من الزمالات الأخرى المصممة خصيصًا لأولئك الذين يحاولون الشفاء من أنواع عديدة من الباثالوجيا (الأمراض) تُصر كل منها على علاج المريض من الداء الذي أوصله إلى الزمالة.

## الخطوات الاثنتا عشرة
تُذكر هنا الخطوات الاثنتي عشرة الأصلية التي طرحتها منظمة «مدمنو الكحول المجهولون»:
1. نحن نعترف أننا كنا ضعفاء أمام الكحول، وأن حياتنا كانت هوجاء.
2. لكننا آمنّا بأن هناك قوة أكبر من أنفسنا يمكن أن تعيدنا إلى الرشد.
3. اتخذنا قرارنا بنقل إرادتنا وحياتنا إلى الرب كما أدركناه.
4. قمنا بالبحث وبالتجريد الأخلاقي الجريء لأنفسنا.
5. اعترفنا للرب ولأنفسنا وللناس الآخرين بالجوهر الدقيق لأعمالنا.
6. كنا على استعداد تام لجعل الرب يزيل كل هذه الشوائب في الشخصية.
7. سألناه بتواضع أن يمحي عيوبنا.
8. وضعنا قائمة بجميع الناس الذين آذيناهم، وأصبحنا عازمين على تقديم تعويض لهم.
9. قدمنا تعويضًا مباشرًا لهؤلاء الناس قدر المستطاع، إلا إذا كان هذا الفعل يؤذيهم أو يؤذي الآخرين؛
10. تابعنا إجراء التجريد الذاتي، وحين كنا على خطأ، اعترفنا به حالًا.
11. تعمقنا بالصلاة والتأمل لتحسين اتصالنا الواعي مع الرب كما أدركناه، نصلي فقط لمعرفة إرادته وقوته في تحقيق ذلك.
12. بعد أن استيقظنا روحيًا كنتيجة لهذه الخطوات، حاولنا نقل هذه الرسالة إلى مدمني الكحول وممارسة المبادئ في كل شؤوننا.

في بعض الحالات، حين كيّفت مجموعات أخرى من برنامج الاثنتي عشرة خطوة خطوات (إيه إيه) كمبادئ توجيهية، اختلفت الخطوة الأولى لكل منظمة، وهي تُغيّر في بعض الأحيان للتأكيد على أهمية المبادئ لتلك الزمالات، أو لإزالة اللغة المتحيزة جندريًا.

## التقاليد الاثنا عشر
تترافق التقاليد الاثنا عشر مع الخطوات الاثنتي عشرة. توفر التقاليد إرشادات لحكم المجموعة، وقد طُوّرت في منظمة «مدمنو الكحول المجهولون» في سبيل تقديم المساعدة لحل النزاعات في مجالات الدعاية، والسياسة، والدين، والمالية. التقاليد الاثنا عشر الخاصة بمنظمة «مدمنو الكحول المجهولون» هي:
1. مصلحتنا الجماعية يجب أن تأتي أولًا؛ الإصلاح الشخصي يعتمد على وحدة المنظمة.
2. توجد سلطة واحدة لا منتهية لمجموعتنا، ألا وهي ربٌ مُحبٌ كما يُعبر عن نفسه في وجدان مجموعتنا، قادتنا ليسوا سوى خادمين موثوقين، إذ إنهم لا يحكمون.
3. شرط الانتساب الوحيد للمنظمة هو الرغبة بالإقلاع عن الشرب.
4. يجب على كل مجموعة أن تكون مستقلة بذاتها، باستثناء الأمور التي تؤثر بها على المجموعات الأخرى أو على المنظمة ككل.
5. كل مجموعة لديها هدف رئيسي واحد، ألا وهو إيصال رسالتها إلى مدمن الكحول الذي ما زال يعاني.
6. يجب ألا تُجيز أي مجموعة تابعة لمنظمة «مدمنو الكحول المجهولون» أو تُمول أو تُقرض اسم المنظمة إلى أي منشأة ذات صلة أو مشروع خارجي، خشية أن تُحوِّلنا مشاكل المال والممتلكات والهيبة عن هدفنا الرئيسي.
7. يجب على كل مجموعة أن تدعم نفسها ذاتيًا وأن ترفض المساهمات الخارجية.
8. يجب أن يبقى «مدمنو الكحول المجهولون» غير محترفين، لكن مراكز خدمتنا قد توظف عملاء مختصين.
9. لا ينبغي للمنظمة أن تكون ذات تنظيم شديد، لكن يجوز لنا إنشاء مجالس أو لجان خدمة مسؤولة مباشرةً أمام من تخدمهم.
10. لا تحمل منظمة «مدمنو الكحول المجهولون» أية آراء في القضايا الخارجية، وبالتالي لا ينبغي جذب اسم المنظمة إلى أي جدل خارجي.
11. سياسة العلاقات الخاصة بنا مبنية على هويتك الشخصية على مستوى الصحافة والإذاعة والأفلام.
12. سرية الهوية الشخصية هو الأساس الروحي لتقاليدنا، ويُذكرنا على الدوام بوضع المبادئ قبل الشخصيات.

## العملية
تُمثَّل البنية البشرية في برنامج الاثنتي عشرة خطوة رمزيًا في أبعاد ثلاثة، هي: المادية، والعقلية، والروحية. من المفهوم أن المشاكل التي تتفاعل معها المجموعات تظهر في كل بُعد. يُوصف البُعد المادي بالنسبة للمدمنين ومعاقري الكحول بأحسن طريقة من خلال رد فعل الجسم المشابه للحساسية، ما يؤدي إلى إجباره على الاستمرار باستخدام المواد بعد الاستخدام الأولي. يشير البيان في الخطوة الأولى إلى أن الفرد «ضعيف» أمام السلوك ذي الصلة بإساءة استخدام المواد المخدرة في مسألة تشير إلى انعدام السيطرة على سلوكه القهري، والذي يستمر على الرغم من كل العواقب السلبية التي قد يتعرض لها نتيجةً لذلك.
يُوصف الهوس الذهني بالعمليات المعرفية التي تسبب للفرد تكرار سلوكه القهري بعد فترة ما من الإقلاع عن ممارسته، إما بإدراك أن النتيجة سوف تكون عدم القدرة على التوقف عن السلوك المعين، أو العمل تحت وهم أن النتيجة ستكون مختلفة. يشير الوصف في الخطوة الأولى من حياة معاقر الكحول أو المدمن أنه «غير قابل للإدارة»، في إشارة إلى عجزه عن الإتيان بقرار متعلق بما ينبغي عليه أن يشرب أو يدمن الكحول مجددًا.

## الكفالة
يُعتبر الكفيل شخصًا ذا خبرة أكبر في الشفاء يُوجّه المريد الأقل خبرة من خلال خطوات برنامج الاثنتي عشرة خطوة. يُشجع الأعضاء الجدد في البرنامج على تكوين علاقة مع كفيل واحد على الأقل لديه كفيل بدوره، وينفذون الاثنتي عشرة خطوة بأنفسهم. تؤكد المنشورات من زمالات الاثنتي عشرة خطوة أن الكفالة هي «علاقة فرد مع فرد» (علاقة غير هرمية) من التجارب المشتركة التي تركز على العمل في الخطوات الاثنتي عشرة. وفقًا لمنظمة «مدمنو المخدرات المجهولون»:
يشارك الكفلاء خبرتهم وقوتهم وأملهم مع مريديهم. لا يؤدي الكفيل دور المستشار، ولا الأب، ولا مستشار الزواج، وهو ليس عاملًا اجتماعيًا، ولا معالِجًا يقدم نوعًا من المشورة المهنية. الكفيل ببساطة هو مدمن آخر في طور الشفاء مستعد لمشاركة رحلته/ها خلال الخطوات الاثنتي عشرة.

## الفعالية
منظمة «مدمنو الكحول المجهولون» هي الأكبر الإطلاق ضمن برامج الاثنتي عشرة خطوة (والتي انحدرت منها برامج الاثنتي عشرة خطوة الأخرى)، متبوعة بمنظمة «مدمنو المخدرات المجهولون»؛ يتعافى غالبية أعضاء الاثنتي عشرة خطوة من إدمان الكحول أو المخدرات الأخرى. بشكل عام، تُعالج معظم برامج الاثنتي عشرة خطوة أمراضًا أخرى غير إدمان المخدرات. على سبيل المثال، يساعد ثالث أكبر برامج الاثنتي عشرة خطوة، المعروف باسم آل-آنون، أعضاء العائلة وأصدقاء مدمني الكحول والأنواع الأخرى من الإدمان. إن نحو عشرين بالمئة من برامج الاثنتي عشرة خطوة مخصصة للشفاء من إدمان المخدرات، وتعالج الثمانون بالمئة الباقية العديد من المشاكل الممتدة من الدَين حتى الاكتئاب. سيكون من الخطأ افتراض أن فعالية مناهج الاثنتي عشرة خطوة بمعالجة المشاكل في مجال معين تُترجم لمجالات أخرى. وبالتالي، يُوجَّه القراء إلى الأقسام ذات الصلة بمشكلتهم في كل مجموعة.